# Ciències de laboratori clínic
Les ciències de laboratori clínic constitueixen la branca de les ciències de la salut que, mitjançant les tècniques de la química i la biologia, mesura o examina in vitro les propietats biològiques el valor de les quals és útil per a la prevenció, diagnòstic, pronòstic, control del tractament i coneixement de les malalties humanes. Les disciplines individuals incloses en aquesta disciplina múltiple són:
- Bioquímica clínica
- Citohematologia clínica
- Genètica clínica
- Hemostasiologia clínica
- Immunologia clínica
- Microbiologia clínica
- Parasitologia clínica

Per raons històriques, les disciplines citologia (general) clínica i histologia clínica no solen estar incloses en les ciències de laboratori clínic.
La recerca en aquestes matèries forma part de la investigació biomèdica.